# Incontinenza urinaria
L'incontinenza urinaria è una involontaria perdita delle urine, che determina un peggioramento della qualità della vita. Questa condizione medica è frequente e quasi sempre è il risultato di una sottostante condizione medica curabile, ma che viene spesso sottostimata dai medici.

## Definizione
Si definisce incontinenza urinaria la perdita involontaria di urina al di fuori dell'atto della minzione.

## Tipi di incontinenza

### Incontinenza da sforzo
È una perdita involontaria di piccole quantità di urina che si verifica quando viene esercitata pressione sulla vescica ad esempio in seguito a colpi di tosse, starnuti, salti, riso, sollevamento pesi o una corsa. Nell'uomo l'incontinenza da sforzo è principalmente causata da chirurgia sulla prostata, in caso di lesione dei nervi o dei meccanismi sfinteriali uretrali. Nella donna i fattori che possono favorire l'insorgere dell'incontinenza da sforzo sono le gravidanze con parto laborioso, l'obesità, effetti collaterali di alcuni farmaci che determinano atrofia delle strutture tissutali di supporto.

### Vescica iperattiva
La vescica iperattiva o OAB (OverActive Bladder) è causata da contrazioni involontarie del muscolo detrusore sia spontanee che provocate durante il riempimento della vescica. Tali contrazioni generano nell'individuo una sensazione di urgenza alla minzione. Se la sensazione di urgenza è associata ad effettiva incontinenza (perdita involontaria di urina), la diagnosi è quella di incontinenza da urgenza o di vescica iperattiva bagnata, altrimenti si parlerà di vescica iperattiva asciutta.
Se il sintomo dell'urgenza è correlato a pollachiuria (più di 7 minzioni durante il giorno) e a nicturia (più di 1 minzione durante la notte), si parla di sindrome da urgenza-frequenza.
La vescica iperattiva può avere origini idiopatiche (non se ne conoscono le cause) oppure può essere di tipo neurogeno (vescica neurogena) quando l'origine della patologia è conseguente a disfunzioni del sistema nervoso provocate da traumi o malattie quali sclerosi multipla, Parkinson, mielopatie, spina bifida, ed altre ancora.

### Incontinenza mista
L'incontinenza mista è caratterizzata dall'associazione dei sintomi tipici dell'incontinenza da stress e dell'incontinenza da urgenza.

### Incontinenza da rigurgito
L'incontinenza da rigurgito (overflow incontinence o iscuria paradossa) si verifica quando la vescica si riempie oltre la sua capacità e non riesce mai a svuotarsi completamente. Le cause di tale patologia si possono ritrovare nell'assenza della sensazione di riempimento, oppure nella presenza di un ostacolo a livello dell'uretra (tumore o adenoma della prostata, stenosi uretrale, sclerosi a placche, diabete, costipazione, ecc). In particolare, in questo secondo caso, l'ostacolo impedisce lo svuotamento completo della vescica, provocando il riempimento della vescica oltre i limiti fisiologici e l'aumento della pressione nella vescica fino al superamento della resistenza dello sfintere. In seguito a questo aumento pressorio, lo sfintere non riesce più a contenere l'urina, che fuoriesce in maniera frequente e poco abbondante. Trascurare i sintomi può evolvere anche in danneggiamenti (prolasso) del muscolo detrusore.

## Terapie

### Stile di vita ed esercizio fisico
Cambiamenti della dieta, un'attività fisica adeguata e la modifica di abitudini e comportamenti possono determinare un miglioramento dei sintomi. Alcuni liquidi contenenti caffeina (come l'alcool, il caffè, il the, le bibite gassate) e alcuni tipi di succhi di frutta possono esercitare un'azione diuretica. I dolcificanti artificiali possono  influire sulla vescica e sul controllo intestinale (possono irritare la vescica e rendere molli le feci).
Il fumo può peggiorare l'incontinenza da sforzo causando tosse che fa aumentare la pressione addominale. 
I soggetti in sovrappeso possono avere dei problemi poiché il peso in eccesso mette pressione sui muscoli e sulla vescica. Mantenersi in forma e fare regolarmente esercizio fisico può aiutare a migliorare lo stato di benessere in generale e la funzione vescicale.
Spesso la malattia diabetica è causa di alterazioni della funzionalità dell'apparato uro-genitale femminile e non solo; questo fa sì che è necessario osservare queste problematiche con le opportune tecniche riabilitative quali: gli esercizi di Kegel, le tecniche di biofeedback e la stimolazione elettrica.

### Rieducazione pelvica
La terapia riabilitativa prevede esercizi specifici associati ad elettrostimolazione con lo scopo di rinforzare la muscolatura del pavimento pelvico e lo sfintere urinario. Risulta utile nelle forme di incontinenza da stress da deficit sfinterico intrinseco o nelle forme di prolasso lieve.

### Terapia farmacologica
I farmaci contro l'incontinenza da sforzo: gli agonisti α/β-adrenergici o la duloxetina, servono ad aumentare il tono e la forza muscolare ma per i loro effetti collaterali non costituiscono la prima opzione di trattamento.
La terapia ormonale ed estrogenica sostitutiva può essere suggerita alle donne che hanno raggiunto la menopausa per aumentare il tono muscolare.
I farmaci utilizzati per trattare le contrazioni indesiderate della vescica nella sindrome da vescica iperattiva (OAB) hanno lo scopo di far cessare tali contrazioni. Si chiamano antimuscarinici ed appartengono alla classe degli anticolinergici (es. ossibutinina e propiverina).. Recentemente anche un farmaco non anticolinergico, bensì un agonista dei recettori adrenergici beta-3, il mirabegron, è stato approvato negli USA e nell'Unione europea per il trattamento della vescica iperattiva e dell'incontinenza urinaria da urgenza.
Gli antidepressivi triciclici vengono talvolta prescritti anche ai soggetti affetti da OAB per ridurre la contrattilità vescicale.
La menopausa può causare un indebolimento di tessuti e strutture nell'area pelvica e quindi anche in questo caso la terapia ormonale può alleviare il problema.

#### Reviewdelle terapie proposte
Esistono 5 terapie non chirurgiche per il trattamento dell'incontinenza urinaria da sforzo femminile, esse sono:
- Esercizi di Kegel (pelvic floor muscle training (PFMT),
- Stimolazione elettrica (electrical stimulation ES),
- Coni vaginali a pesi crescenti (vaginal cones (VCs),
- Ginnastica vescicale (bladder training (BT),
- Inibitori del Reuptake della Serotonina e Noradrenalina (antidepressivi SNRI).

Queste tecniche e terapie sono usate in varie combinazioni tra loro, ma i dati disponibili in letteratura sono poco conclusivi per una serie di motivi: durata non omogenea degli studi, metodi di diagnosi e di inclusione negli studi non omogenei, ecc. Pertanto è opportuna una certa prudenza nell'affermare la superiorità di una metodica o combinazione su un'altra.

### Terapie per l'incontinenza da sforzo
Il trattamento chirurgico dell'incontinenza urinaria da sforzo si avvale numerose soluzioni terapeutiche. La colposospensione retropubica è una delle tecniche che ha riscosso maggiore successo. Ne esistono diverse varianti: la Marshall-Marchetti-Krantz messa a punto nel 1949 che prevede la sospensione tramite suture dei tessuti connettivali periuretrali al periostio della parete posteriore della sinfisi pubica. Questa procedura, pur avendo dimostrato un'eccellente efficacia a breve termine, non si è dimostrata duratura nel tempo. Un'altra tecnica, che è stata considerata a lungo il gold standard nel trattamento dell'incontinenza urinaria da sforzo, è la colposospensione retropubica secondo Burch; nello specifico, prevede la fissazione dei tessuti che circondano l'uretra prossimale e il collo vescicale alla banderella ileopettinea, o legamento di Cooper, un prolungamento della fascia di Gimbernat che decorre lungo la linea pettinea del pube. Partendo dal presupposto che l'incontinenza sia legata ad una perdita del supporto dell'uretra e ad una sua dislocazione verso il basso, il ﬁne dell'operazione è quello di stabilizzare l'uretra e innalzarla, cosicché ristabilisca i suoi normali rapporti anatomici con il collo vescicale e risenta delle stesse pressioni intraddominali cui è sottoposta la vescica. La Burch può essere eseguita sia in laparotomia che in laparoscopia: quest'ultima sembra avere delle percentuali di successo pari a quelle della laparotomia giovandosi allo stesso tempo di diversi vantaggi: minori perdite ematiche intraoperatorie, minore dolore postoperatorio, tempi di ospedalizzazione ridotti, necessità di cateterizzazione per un periodo inferiore.
Nell'ultimo decennio si sono andate sempre di più affermando delle tecniche basate sul posizionamento di sling, ossia benderelle di tessuto sintetico (ad esempio polipropilene) al di sotto dell'uretra, sostenenedola più nella sua porzione media che in prossimità della vescica. Si distinguono due approcci differenti: la Trans Vaginal Tape (TVT), che prevede il posizionamento dei due estremi della banderella a livello dei tessuti connettivali retropubici e la Trans Obturator Tape (TOT) o la Trans Vaginal Tape Obturator (TVT-O), due tecniche molto simili che prediligono invece il passaggio delle benderelle attraverso il forame otturatorio. Entrambe si sono dimostrate molto efficaci a breve termine ma mancano ancora dei dati che confermino, soprattutto per la TOT, questi risultati a lungo termine.
Lo sfintere artificiale funziona fornendo una pressione esterna attraverso l'impianto di un anello, riempito di liquido, attorno all'uretra. Riempiendo e svuotando l'anello, si apre e si chiude l'uretra. Per ottenere ciò, viene posizionato sottocute un dispositivo di controllo dell'anello. Durante la minzione, questo dispositivo viene attivato manualmente in modo da ridurre la pressione attorno all'uretra attraverso lo svuotamento del liquido e quindi l'uretra si apre.
Gli impianti di palloncini uretrali (ProACT - ACT) vengono effettuati ad ambo i lati dell'uretra. Per riempire i palloncini viene utilizzato del liquido che permette ai palloncini, una volta riempiti, di esercitare pressione da entrambe le parti dell'uretra mantenendola chiusa e garantendo la continenza. Un tubicino con una piccola porta di accesso viene posizionato sottocute, permettendo la regolazione del volume di liquido introdotto. La minzione avviene naturalmente, senza la necessità di manipolazioni.

### Terapie per la vescica iperattiva

#### Neuromodulazione sacrale
Il trattamento mediante neuromodulazione sacrale consiste nell'impianto - in due fasi - di un elettrocatetere collegato ad un generatore di impulsi che trasmette una leggera stimolazione ai nervi sacrali posti immediatamente sopra l'osso sacro. Tali impulsi producono una parestesia che dà sollievo e beneficio ai pazienti affetti da disordini cronici funzionali del basso tratto urinario o intestinale, tra cui l'incontinenza da urgenza.

#### Iniezioni parauretrali con Bulking Agent
Utilizzando agenti volumizzanti uretrali, ad esempio di cellule adipose del corpo o di collagene bovino, si effettuano iniezioni per aumentare la massa intorno all'area uretrale. Ciò aiuta il corpo a tenere chiusa l'apertura dell'uretra e della vescica.

#### Iniezioni di tossina botulinica
La tossina botulinica viene iniettata nella parete vescicale con lo scopo di bloccare le sostanze chimiche che trasmettono alla vescica l'impulso di contrarsi e quindi di alleviare i sintomi della sindrome da vescica iperattiva.
Nel gennaio 2013 la tossina botulinica onabotulinumtoxinA Botox della Allegan è stata approvata da parte dell'FDA per il trattamento della vescica iperattiva di adulti che non rispondono ai tradizionali farmaci anticolinergici.